# Englantiner
L'englantiner, roser englantiner, roser silvestre mediterrani o gavarrera mosqueta (Rosa sempervirens) és una espècie de planta de la família de les rosàcies que es distribueix pel Mediterrani, a l'interior i a la muntanya, tot i que escasseja a l'oest. Habita al sotabosc d'alzinars, suredes i rouredes, a les riberes dels rius i als vessants.
La seva flor s'anomena englantina, floreix a la primavera i a l'estiu, i fructifica a la tardor. Flors hermafrodites, pedicel·lades, solitàries o en grups de 2 a 9; amb els pedicels coberts de glàndules amb peu; 5 sèpals sencers, rarament amb algun lòbul; 5 pètals blancs, de 10 a 30 mm; nombrosos estams; pistil amb ovari ínfer i nombrosos estils soldats en una columna allargada. Fruit carnós, tipus cinorròdon, vermell, amb més d'1 osset. Floreix a la primavera i fructifica a la tardor.
És un arbust espinós de fins a 5 m d'alçada, amb tiges enfiladisses o serpentejants. Fulles persistents, dividides en un nombre imparell de folíols; folíols amb el marge serrat, coriacis.

## Origen geogràfic
Aquesta espècie habita a la regió mediterrània i part de la costa atlàntica peninsular i francesa. A la península Ibèrica s'estén per la majoria de les províncies costaneres i és més rara en l'interior. És freqüent a les Illes Balears (Mallorca, Menorca i Eivissa).

## Resistència al fred i a la sequera
La gavarrera mosqueta, és una planta que és molt productiva a l'estiu i la primavera, ja que floreix i fructifica en aquestes estacions. Sol viure a ple sol o a mitja ombra, i pot resistir perfectament la calor i la sequera. Aquesta planta encara que sigui molt productiva en estació d'estiu i primavera, pot suportar el fred fins a -12 °C.

## Requisits edàfics i de manteniment
Els requisits edàfics de l'englantiner són 4. La humitat que resisteix és mitjana fins baixa. El seu pH no té cap límit. Li és indiferent el tipus de sòl, sigui calcari o silici, i té uns requisits molt mínims en nutrients. El més important, és que resisteix molt bé les plagues i malalties. Això fa que s'adapti a qualsevol sòl amb una ampla distribució ecològica. Però encara així, no pot viure en sòls entollats.
Pel que fa al manteniment, és convenient que sigui constant, ja que s'ha de podar i tallar-lo per a eliminar les tiges velles o seques.

## Valors ornamentals
La majoria de les espècies de Rosa són conreades com a ornamentals per la seva conspícua flor: la rosa; però també per a l'extracció d'oli essencial (perfumeria i cosmètica), usos medicinals (fitoteràpia) i gastronòmics. També serveix per a adornar horts, jardins, arbres de passeig i d'ombra, ornaments florals, planta d'interior, per a fer escultures, etc.

## Usos paisatgístics habituals
Per a restauracions ambientals de matolls espinosos i, en jardineria de baix manteniment. Serveix també com entapissant per a pèrgoles, murs, tanques i vorades. També serveix per a marcar una alineació. S'aprofita com a adobament i llit de bestiar, com a tanca o paravent, per a evitar l'erosió i patrons d'empelt.